# إدوارد وايت كلارك
إدوارد وايت كلارك (بالإنجليزية: Edward White Clark)‏ هو شخصية أعمال أمريكي، ولد في 20 يناير 1828، وتوفي في 1904.